# Wasted Time
Wasted Time är låt från den amerikanska heavy metal-gruppen Skid Rows album Slave to the Grind.
Låten släpptes som singel den 25 november 1991 och skrevs av Sebastian Bach, Rachel Bolan och Dave Sabo. Enligt Bach handlar låten om Guns N' Roses första trummis Steven Adler. Den nådde plats 88 på Billboard Hot 100 och 30 på Mainstream Rock Tracks.

## Låtlista
1. Wasted Time (Bach, Bolan, Snake) - 5:46
2. Psycho Love (Bolan) - 3:58
3. Get the Fuck Out (live) (Bolan, Snake) - 5:00
4. Holidays in the Sun (Sex Pistols-cover)

## Banduppsättning
- Sebastian Bach - sång
- Dave "The Snake" Sabo - gitarr
- Scotti Hill - gitarr
- Rachel Bolan - bas
- Rob Affuso - trummor